# Olivier Ntcham
Jules Olivier Ntcham (* 9. února 1996 Longjumeau) je francouzský fotbalový záložník.

## Klubová kariéra
Ntcham začal s fotbalem ve francouzském městě Chennevières-sur-Marne. V roce 2006 se s rodinou na 2 roky přestěhoval do Kanady, kde hrál za lokální (převážně futsalový) klub Association de soccer du Sud-Ouest de Montréal v montréalské čtvrti Le Sud-Ouest. V roce 2012 přestoupil do anglického Manchesteru City. V roce 2015 odešel na dvouleté hostování do italského Janova. V dresu Janova debutoval 23. srpna 2015 proti Palermu. V červenci 2017 podepsal čtyřletou smlouvu se skotským Celticem. V listopadu 2018 podepsal se Celticem novou čtyřletou smlouvu.

## Reprezentační kariéra
Na juniorských úrovních reprezentoval Francii. Díky svému kamerunskému původu může reprezentovat africkou zemi a v listopadu 2019 se objevil mezi náhradníky před utkáním kvalifikace na Africký pohár národů.